# Psolidium pawsoni
Psolidium pawsoni is een zeekomkommer uit de familie Psolidae. Deze soort vormt zijn habitat binnen zout water.
De wetenschappelijke naam van de soort werd in 2008 gepubliceerd door Mark O'Loughlin & Cynthia Ahearn.